# Tommy Karlsson
Tommy Olof Karlsson, född 7 januari 1957 i Stora Malms församling i Södermanlands län, är en svensk militär.

## Biografi
Karlsson avlade officersexamen vid Krigsskolan 1977 och utnämndes samma år till officer i armén, där han befordrades till kapten 1984. Han tjänstgjorde vid Göta ingenjörregemente i slutet av 1980-talet. Han befordrades till major 1990 och i mitten av 1990-talet tillhörde han Göta ingenjörkår, men tjänstgjorde vid Arméns fältarbetscentrum. År 1999 befordrades han till överstelöjtnant och vid den tiden tillhörde han fortfarande Göta ingenjörkår, men tjänstgjorde i Högkvarteret. Han var chef för Utbildningsenheten (senare kallad Grundutbildningsbataljonen) vid Göta ingenjörkår 1999–2002 och chef för Samordningssektionen hos arméinspektören i Grundorganisationsledningen i Högkvarteret 2003–2004. År 2004 befordrades han till överste, varpå han var ställföreträdande chef för Göta ingenjörregemente 2004–2006,[källa behövs] chef för regementet 2006–2011,[källa behövs] chef för arméns produktionsledning i Högkvarteret till 2014 och chef för Militärhögskolan Halmstad 2014–2017.[källa behövs] Karlsson var från och med den 1 januari 2018 chefsutvecklare för armén i Chefsutvecklingsenheten (CUE) i Personalavdelningen i Ledningsstaben i Högkvarteret, tillika chef för CUE från och med den 1 maj 2018.